# مارتین لپا
مارتین لپا (استونیایی: Martin Lepa؛ زادهٔ ۲۸ اکتبر ۱۹۷۶) بازیکن فوتبال اهل استونی بود.
از باشگاه‌هایی که در آن بازی کرده‌است می‌توان به باشگاه فوتبال فلورا تالین، باشگاه فوتبال کورساره، باشگاه فوتبال ویلیاندی تولویک، و باشگاه فوتبال نورما تالین اشاره کرد.
وی همچنین در تیم ملی فوتبال استونی بازی کرده‌است.